# Mel Bradford
Melvin Eustace Bradford (8 de mayo de 1934 – 3 de marzo de 1993) fue un autor conservador estadounidense, comentarista político y profesor de literatura en la Universidad de Dallas.
Bradford fue considerado una de las principales figuras del ala paleoconservadora del movimiento conservador. Murió justo cuando el término "paleoconservador" comenzaba a popularizarse, y él prefería el término conservador tradicional. En el prefacio de su libro The Reactionary Imperative escribió: "La reacción es un término necesario en el contexto intelectual que habitamos en el siglo XX, porque simplemente conservar a veces es perpetuar lo que es escandaloso."
El conservadurismo de Bradford estaba arraigado en la herencia y las tradiciones del Sur estadounidense. Estudió en la Universidad Vanderbilt y escribió su tesis doctoral bajo la dirección del agrarista sureño y poeta fugitivo Donald Davidson(cuya biografía Bradford estaba concluyendo al momento de su repentina muerte a los 58 años), y así fue admitido en la sucesión de este movimiento para recuperar la tradición sureña.
Bradford fue ante todo un estudioso de la literatura y un estudiante de la retórica. Era conocido en los círculos literarios por su trabajo sobre William Faulkner, en el que Bradford subrayaba la importancia del entorno sureño y la primacía de la comunidad para comprender la acción en las novelas y relatos de Faulkner. No aceptaba los esfuerzos críticos por retratar a Faulkner como un autor alejado del Sur. Por el contrario, veía al novelista como profundamente arraigado en su región natal.Fuera de la literatura, escribió extensamente sobre temas de historia y cultura. Se especializó en la historia de la fundación de Estados Unidos y la historia del Sur estadounidense. Bradford también defendía la teoría constitucional del interpretacionismo estricto. Según sostenía, "la comprensión original de la Constitución se alineaba mucho más con la postura sureña que con los actos de usurpación de Lincoln".
Bradford también escribió con frecuencia para Modern Age, la revista Chronicles y la revista Southern Partisan.

## Biografía
Bradford nació y creció en Fort Worth, Texas. Estudió literatura inglesa en la Universidad de Oklahoma, donde obtuvo su título de bachiller y su maestría. Luego continuó su formación en la Universidad Vanderbilt, donde se doctoró. Permaneció en el ámbito académico y enseñó en varias instituciones de educación superior, incluyendo la Academia Naval de los Estados Unidos, la Universidad Estatal del Noroeste de Luisiana y, principalmente, la Universidad de Dallas, desde 1967 hasta su muerte.
En las elecciones presidenciales de Estados Unidos, Bradford hizo campaña por Barry Goldwater en 1964, George C. Wallace en 1972, Ronald Reagan en 1976 y 1980, y Pat Buchanan en 1992.
Fue presidente de la Philadelphia Society de 1984 hasta 1986.
Murió en 1993 tras someterse a una cirugía cardíaca.

## Nominación al NEH
En 1980, el presidente electo Ronald Reagan consideró inicialmente a Melvin Bradford para el cargo de presidente del Fondo Nacional para las Humanidades (National Endowment for the Humanities, NEH). Según David Gordon, "el deseo de Reagan de elevarlo a este prestigioso puesto no se debía únicamente a las credenciales académicas de Bradford. El presidente y él se conocían, y Bradford había trabajado arduamente en la campaña de Reagan por la nominación presidencial republicana. Conservadores influyentes como Russell Kirk y el senador Jesse Helms también conocían y admiraban a Bradford".La elección enfrentó intensas objeciones por parte de figuras neoconservadoras, centradas en parte en las críticas de Bradford hacia el presidente Abraham Lincoln. Circularon citas de Bradford en las que llamaba a Lincoln "un hombre peligroso", y decía: "La imagen de Lincoln llegó a ser muy oscura" e "incluso casi siniestra".Incluso fue acusado de comparar a Lincoln con Adolf Hitler."Bradford rechazaba a Lincoln porque lo veía como un revolucionario, decidido a reemplazar la República estadounidense establecida por la Constitución con un despotismo centralizado e igualitario". Otro punto de conflicto fue el apoyo de Bradford a la campaña presidencial de George C. Wallace en 1972.El 13 de noviembre de 1981, el elegido por los neoconservadores, William Bennett, fue nombrado en lugar de Bradford.El autor Keith Preston describió posteriormente el esfuerzo exitoso por cancelar la nominación de Bradford como un símbolo del establecimiento de la hegemonía de los neoconservadores cosmopolitas, descendientes del liberalismo, sobre el Partido Republicano y el conservadurismo estadounidense, desplazando a pensadores más tradicionalistas y regionalistas con raíces ideológicas en la Vieja Derecha.
Una carta en apoyo a la nominación de Bradford, enviada al presidente Reagan durante la controversia, fue firmada por John East, Jesse Helms, John Tower, Strom Thurmond, Orrin Hatch, Jeremiah Denton, Dan Quayle y James McClure, además de otros ocho senadores republicanos. Gerhart Niemeyer, Russell Kirk, Jeffrey Hart, William Buckley, M. Stanton Evans, Andrew Lytle, Harry Jaffa ("el principal antagonista intelectual de Bradford")y "docenas de otros" también fueron mencionados como partidarios.Norman Podhoretz, Irving Kristol, William Kristol,Michael Joyce y William Simon estuvieron entre los partidarios de Bennett.

### Libros
- A Better Guide than Reason: Studies in the American Revolution (1979)
- Worthy Company: Brief Lives of the Framers of the Constitution (1982)
- Generations of the Faithful Heart: On the Literature of the South (1983)
- Remembering Who We Are: Observations of a Southern Conservative (1985)
- The Reactionary Imperative: Essays Literary and Political (1989)
- From Eden to Babylon: The Social and Political Essays of Andrew Nelson Lytle (1990)
- Religion and the Framers: Biographical Evidence (1991)
- Against the Barbarians, and Other Reflections on Familiar Themes (1992)
- Original Intentions: On the Making and Ratification of the Constitution (1993)

### Artículos
- "A Fire Bell in the Night: The Southern Conservative View" (Modern Age, 1973)[10]
- "The Heresy of Equality" (Modern Age, 1976)[11]
- "Dividing The House: The Gnosticism of Lincoln's Political Rhetoric" (Modern Age, 1979)[12]
- "On Remembering Who We Are" (Modern Age, 1982)[13]